# (480002) 2014 KS82
(480002) 2014 KS82 es un asteroide perteneciente al cinturón de asteroides, descubierto el 14 de marzo de 2008 por el Catalina Sky Survey en el observatorio del mismo lugar, en Arizona, Estados Unidos.

## Designación y nombre
(480002) 2014 KS82 es su nombre provisional. No ha recibido nombre. 

## Características orbitales
2014 KS82 está localizado a una distancia media de 3,140 ua, pudiendo alejarse un máximo de 3,690 ua y acercarse un máximo de 2,5908275 ua. Su excentridad es de 0,1749409.

## Características físicas
La magnitud absoluta de este asteroide es de 15,9. 